# NGC 555
NGC 555 este o galaxie lenticulară, posibil spirală, situată în constelația Balena. A fost descoperită în anul 1886 de către Frank Muller. De asemenea, a fost observată încă o dată de către Herbert Howe.